# Torvald Gahlin
Hans «Thorvald» Gahlin, (Gotemburgo  14 de marzo de 1910- Gotemburgo  14 de febrero de 2006) fue un historietista y caricaturista sueco. Contribuyó con caricaturas en, entre otros, Dagens Nyheter y con las series Klotjohan (1934-1970) y Fredrik (1934-1973, Göteborgs Handels- och Sjöfartstidning).

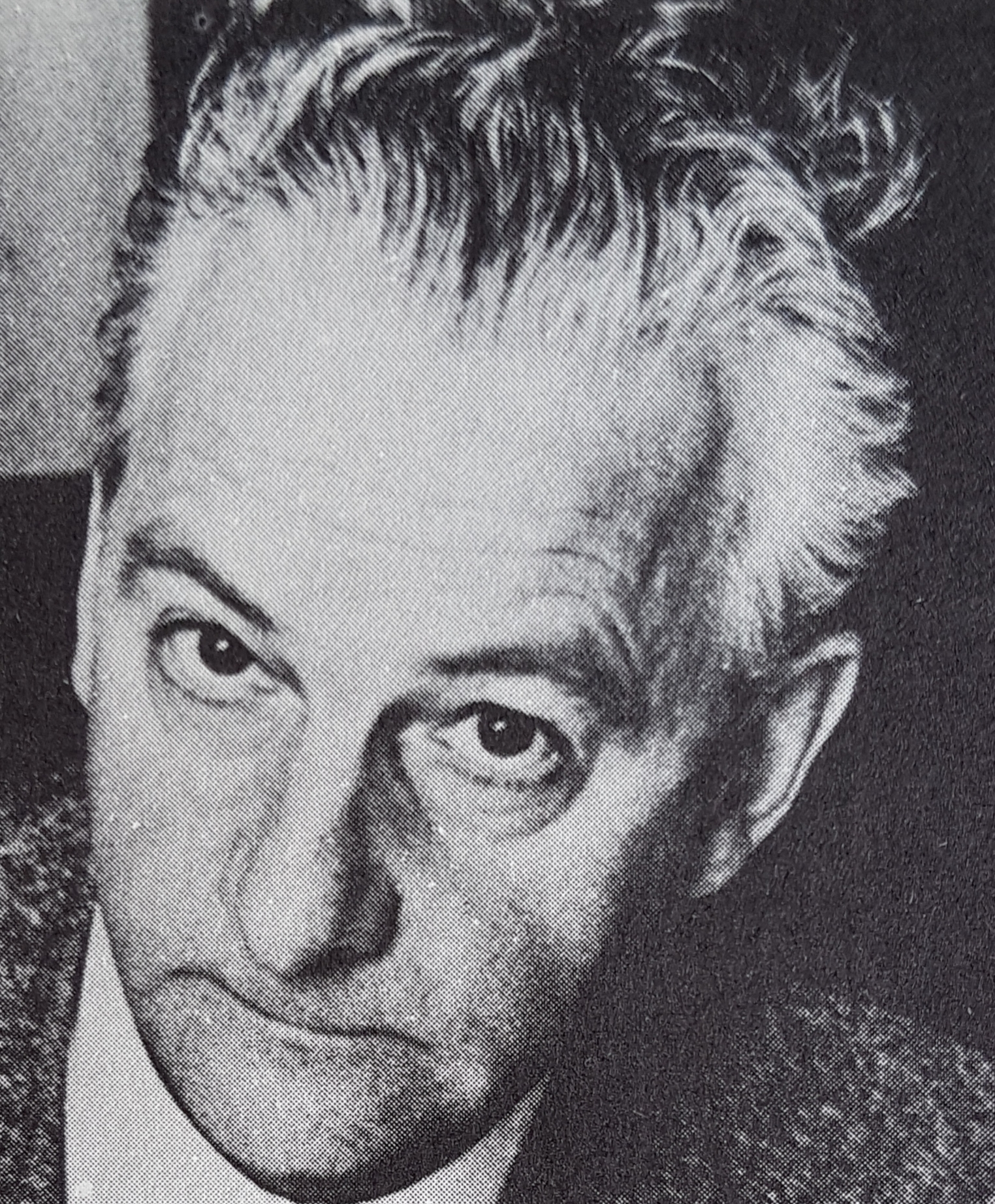
Torvald Gahlin

## Biografía
Fue hijo de Hans Gahlin y Selma Andersdotter. Vivió mucho tiempo en una villa en Långedrag y era conocido por dibujar sus figuras de tinta durante las oscuras horas de la noche. Gahlin debutó como dibujante de periódicos en 1933 y fue contratado permanentemente en Dagens Nyheter en 1937. Como dibujante, también colaboró en Söndagsnisse-Strix, Morgontidningen de Gotemburgo de 1933 a 19490, y Vårt Hem de 1935 a 1940. Gahlin participó durante 43 años (1932-1975) diariamente con sus características caricaturas en Dagens Nyheter bajo el título Salon Gahlin en la página Namn och Nytt. También dibujó las series Klotjohan (1934-1970) y Fredrik (1934-1973); esta última en Göteborgs Handels- och Sjöfartstidning.
Participó en la exposición Humor och satir en la Liljevalchs konsthall y en la Exposición de dibujantes de periódicos en la Göteborgs konsthall, así como en la exposición Caricaturas suecas contemporáneas en el Nationalmuseum. Después de la muestra en Estocolmo, toda la exposición se trasladó a América, donde se exhibió en varias ciudades. Como ilustrador, ilustró, entre otras cosas, la colección de poemas de Hjalmar Gullberg Ensamstående bildad herre en 1943 y Lär er spanska de Max Gorosch en 1950. Gahlin se dedicó principalmente a la ilustración, pero también pintó cuadros al óleo en un estilo naif.
Las aforismos de Gahlin se citaban a menudo y algunos sobrevivieron por sí mismos. Ilustró algunos libros (Psicología cotidiana, La delincuencia juvenil sueca y un curso de español). También hizo ilustraciones para la colección de poemas de Hjalmar Gullberg Ensamstående bildad herre, que relataba sobre el profesor Örtstedt.

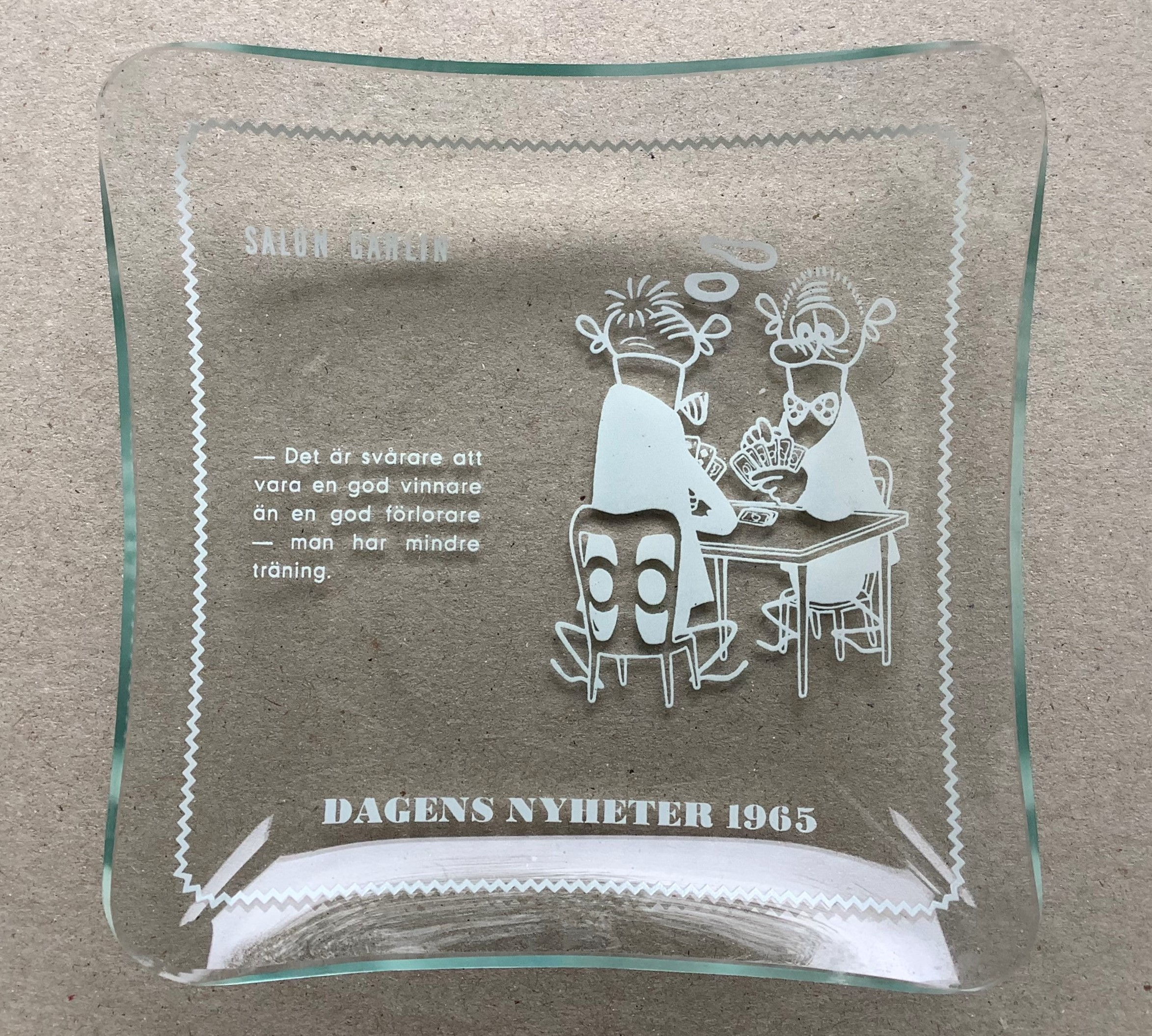
Cenicero Salon Gahlin para Dagens Nyheter, 1965.

Las caricaturas de Gahlin a menudo presentan una interacción limitada entre la imagen y el texto seco, humorístico y ligeramente filosófico. Se ha dicho que se podría tomar una selección aleatoria de imágenes de Gahlin, cortar el texto y la imagen y luego pegarlos juntos a ciegas sin arruinar demasiados de los chistes. Sin embargo, esto no impide que las figuras de Gahlin, generalmente con grandes cabezas redondas y delgadas piernas parecidas a las de una araña, sean muy expresivas gráficamente. Un ejemplo de un típico intercambio de diálogos entre un par de "hombres de Gahlin":
– La posadera tiene un perro.
– Qué lujo.
– Sí, el impuesto es considerable, por supuesto, pero no está consentido. Come la misma comida que los huéspedes.
Ejemplo de una reflexión de Salon Gahlin:
Hay que tener el valor de ser quien uno es. Y no perder el valor por ser quien uno es.
Una excepción a la regla de la limitada relación entre el texto y la imagen es la serie del pequeño troll Klotjohan, que comenzó a publicarse en la revista Vårt Hem en enero de 1936 y también apareció un tiempo en Dagens Nyheter desde 1958. Algunas tiras se publicaron en forma de libro por Åhlén & Åkerlund en 1940.
Hay varias colecciones de imágenes de Gahlin en forma de libro, publicó durante varios años la colección Salon Gahlin donde mostraba una selección de los mejores dibujos del año y Gahlins bästa (Bonniers 1947).

## Premios
- 1969 – Göteborgs stads förtjänsttecken
- 1970 – Svenska Serieakademins Estatuilla Adamson[3]